# Huracán (Editorial Maga)
Huracán fue un cuaderno de aventuras, obra del guionista Juan Antonio de Laiglesia y los dibujantes José Ortiz y Manuel López Blanco, publicado por la valenciana Editorial Maga en 1960, con 20 números. Fue una de las escasas incursiones de la editorial en el campo de la ciencia ficción, la segunda tras Marcos.

## Trayectoria editorial
Los primeros números de "Huracán" y "Muchachas" se incluían dentro de un sobre sorpresa que Maga ofrecía de regalo con el lanzamiento de la segunda serie de "Apache". Este primer número de "Huracán", así como las dos primeras páginas del segundo, estaban dibujadas por José Ortiz, y sería Manuel López Blanco el ilustrador de los siguientes guiones de Laiglesia.

## Valoración
"Huracán" ha sido descrita como una historia alocada, cuando no directamente paródica, pero que aun así hubiera merecido mejor suerte editorial, dada su buena factura.